# Lucky Lady II
Le Lucky Lady II est un bombardier B-50 Superfortress (serial 46-0010) de la United States Air Force qui devient, en 1949, le premier avion à réaliser un tour du monde sans escale au cours duquel l'avion reste en vol pendant 94 heures et une minute grâce à plusieurs ravitaillements en vol réalisés par des KB-29. Le fuselage de l'avion, qui a été endommagé dans un accident, est préservé au Planes of Fame Museum à Chino, en Californie.

## Galerie

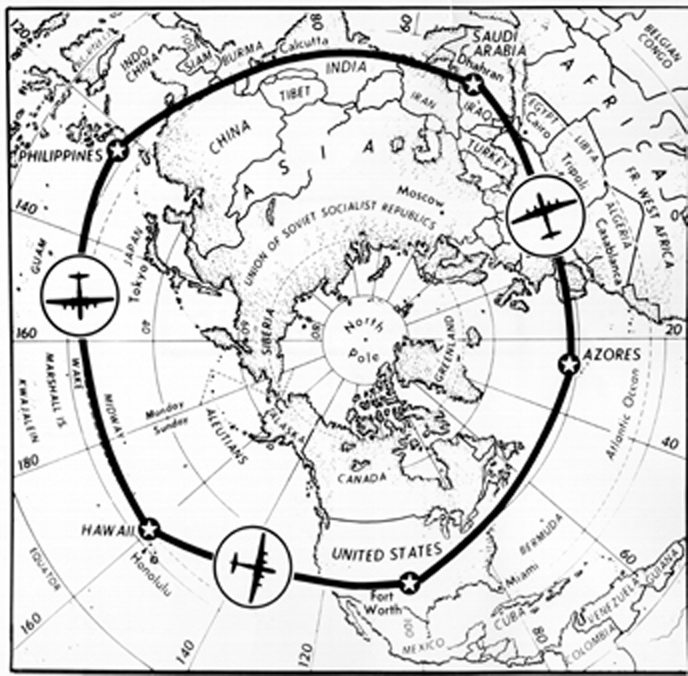
Route suivie par le Lucky Lady II lors de son tour du monde en 1949 ; les cinq étoiles indiquent le point de départ, aux États-Unis, et les zones des quatre ravitaillements en vol.

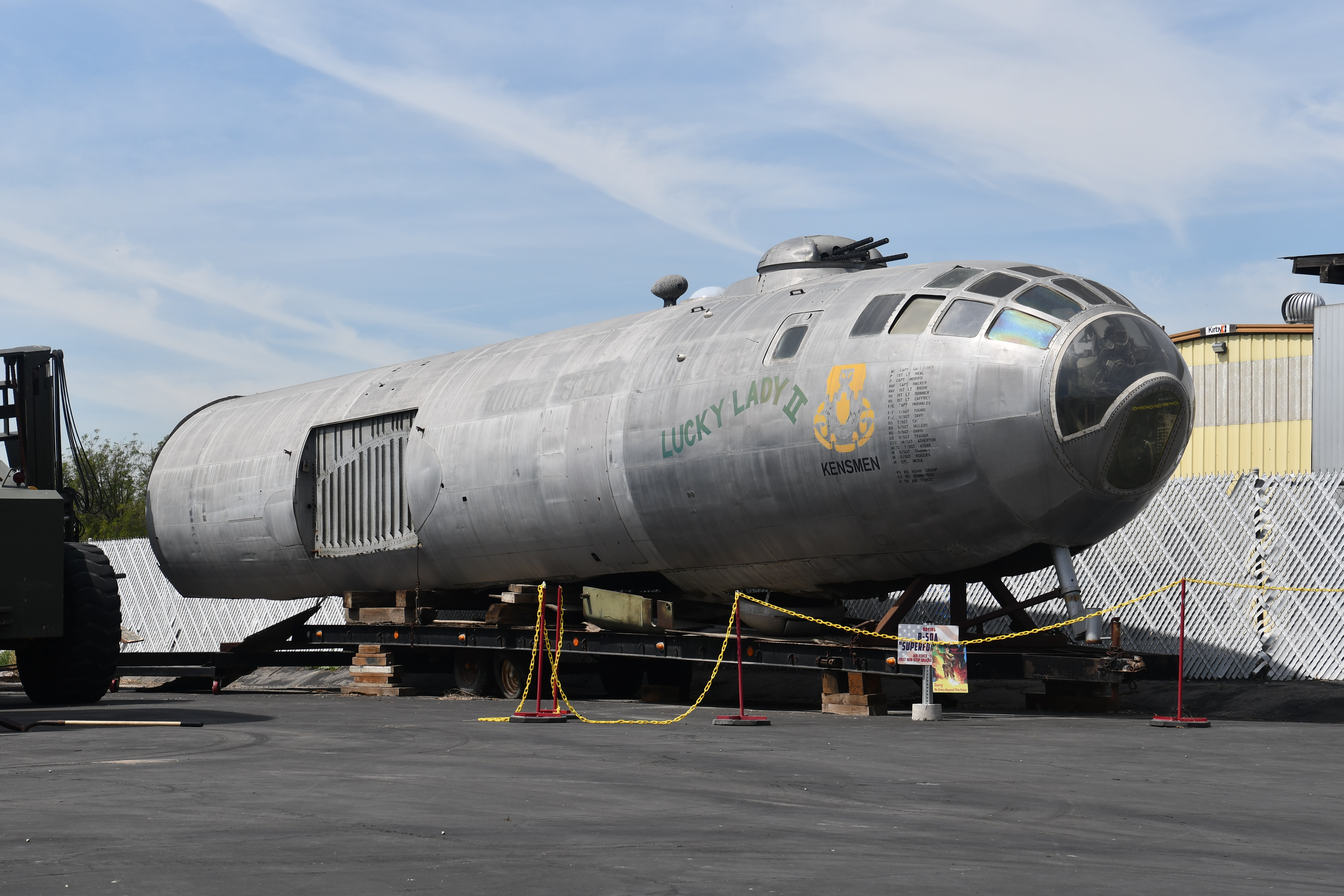
Partie avant du fuselage du Boeing B 50A Lucky Lady II au Planes of Fame Museum à Chino, en Californie.